# Ciocănitoare columbiană
Ciocănitoarea columbiană (Melanerpes pulcher) este o specie de pasăre din subfamilia Picinae din familia ciocănitoarelor Picidae. Este endemică în Columbia.

## Taxonomie
De la mijlocul secolului XX și până la începutul secolului XXI, majoritatea sistemelor taxonomice⁠(d) au tratat ciocănitoarea columbiană și ciocănitoarea cu gât auriu⁠(d) (M. chrysauchen) ca fiind conspecifice⁠(d). Specia combinată și alte câteva au fost plasate pentru o vreme în genul Tripsurus. În prezent ciocănitoarea columbiană este plasatî în genul Melanerpes și este monotipă.

## Distribuție și habitat
Este endemică pentru valea râului Magdalena din nordul Columbiei. Locuiește în principal în păduri mature deschise, atât uscate, cât și umede. Uneori apare în plantații și, ocazional, în păduri fragmentate și secundare⁠(d). Altitudinea variază între 400 și 1.500 metri.

## Comportament

### Hrană
Ciocănitoarea columbiană se hrănește cu insecte, inclusiv gândaci xilofagi⁠(d) adulți și larve și termite. În afară de insecte, se hrănește cu multe fructe, inclusiv smochine, banane și fructe de Cecropia⁠(d).

### Reproducere
Se crede că sezonul de reproducere al ciocănitoarei columbiene este din februarie sau martie până în iunie sau iulie, dar nu se știe nimic altceva despre biologia sa de reproducere.

## Galerie

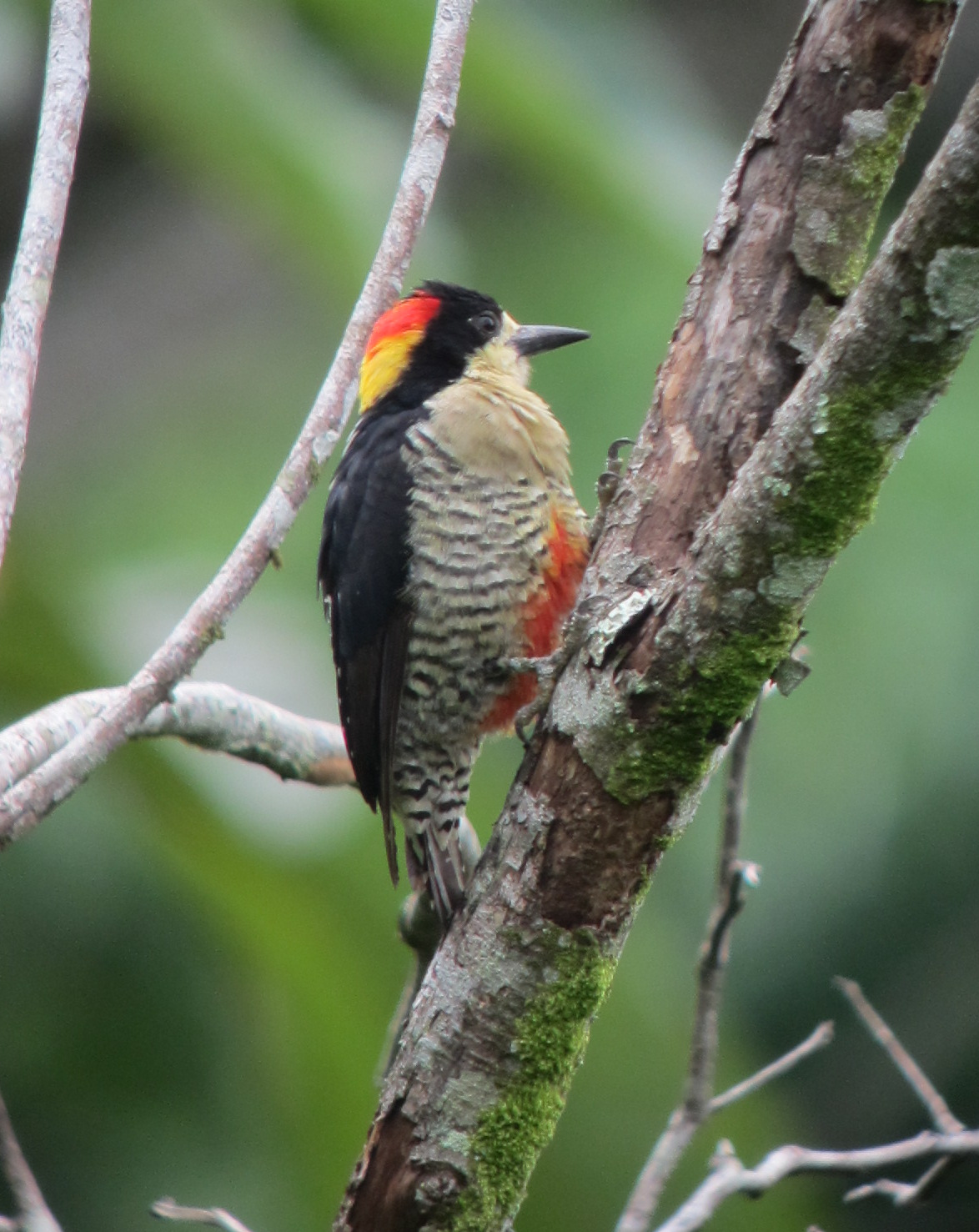
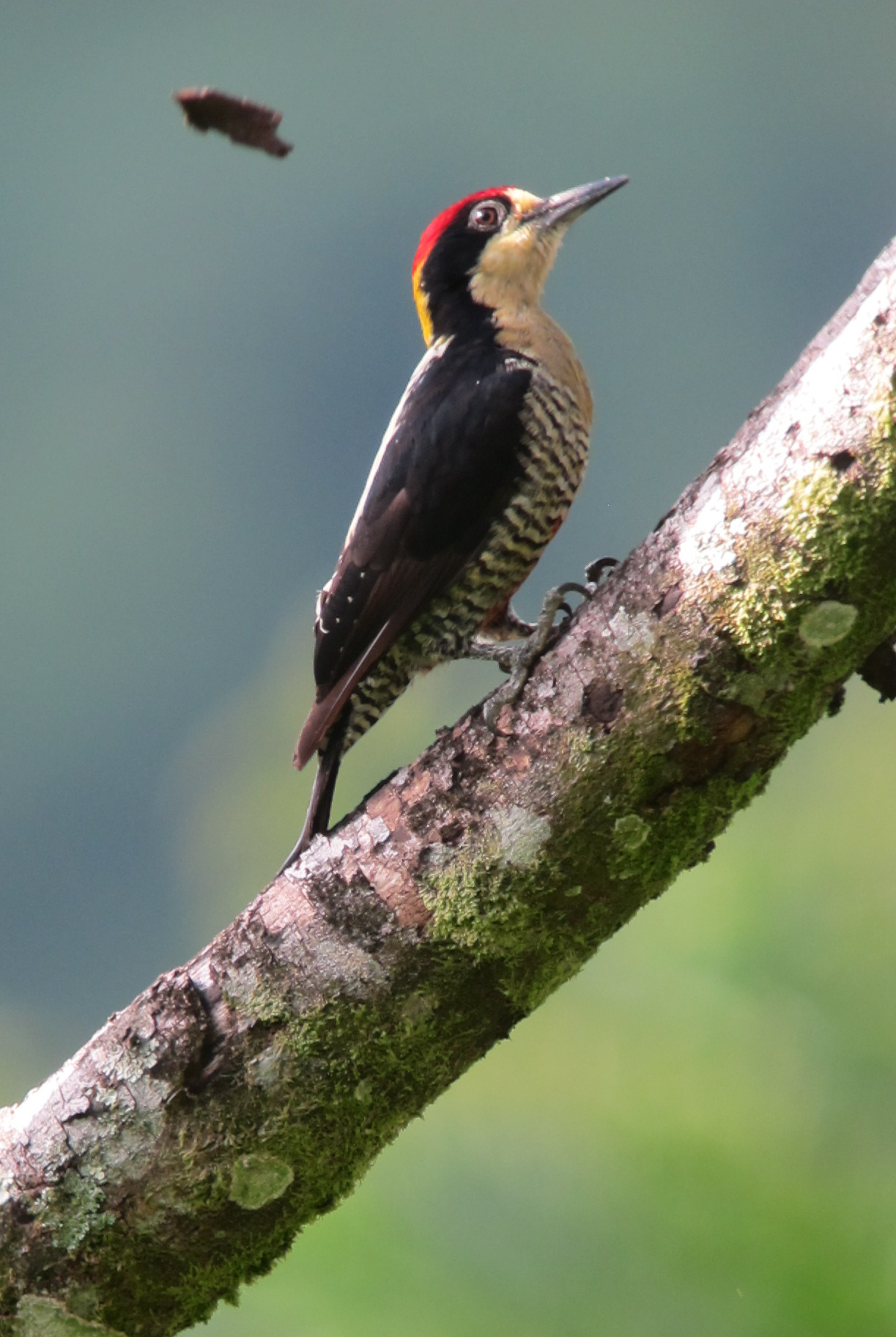
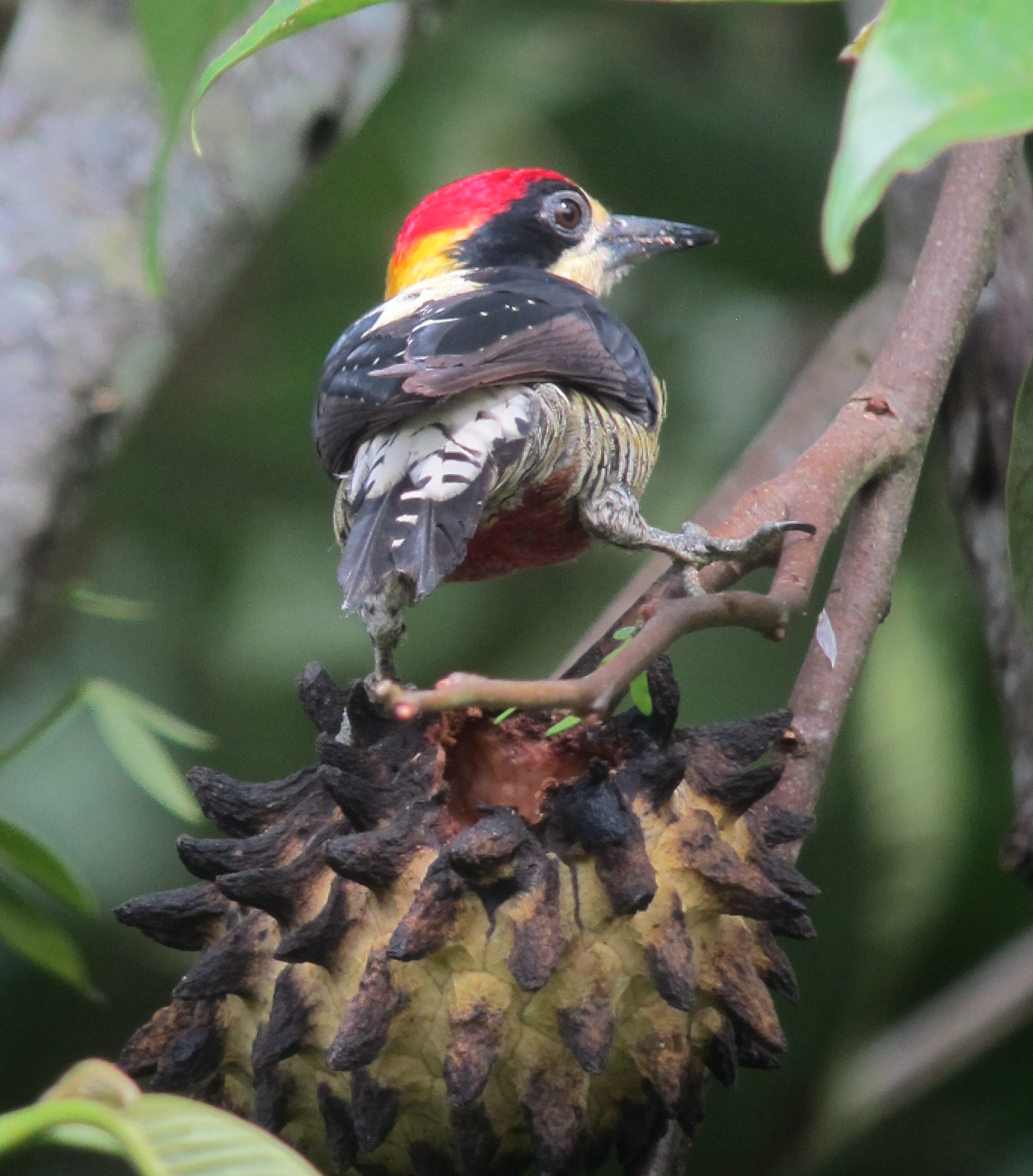